# Évangiles de Mac Durnan
Les évangiles de Mac Durnan sont un manuscrit médiéval enluminé irlandais, daté du IXe siècle, conservé à la bibliothèque du Lambeth Palace à Londres (Ms.1370). Cet évangéliaire de petite dimension a probablement été commandé à la fin du IXe siècle en Irlande par un archevêque d'Armagh du nom de Máel Brigte mac Tornáin ou Mac Durnan.

## Historique
D'après une inscription au folio 3v. du manuscrit, l'ouvrage aurait été commandé par Máel Brigte mac Tornáin, appelé aussi Mac Durnan, abbé d'Armagh et de Raphoe entre 888 et 927. Il est donné quelque temps plus tard au roi anglo-saxon Æthelstan. Ce dernier en fait don à la Christ Church de Canterbury. Le manuscrit n'apparait pas dans les catalogues des livres de la cathédrale mais plusieurs textes écrits sur place sont insérés dans le livre. Il s'agit plusieurs chartes signées par des archevêques à l'époque anglo-saxonne. 
En 1574, il est la propriété de l'archevêque de Canterbury Matthew Parker. C'est probablement lui qui fait ajouter des folios décorés de miniatures tirées d'un psautier du XIIIe siècle et il lui donne sa reliure actuelle. Rien ne permet d'expliquer pourquoi il ne l'a pas légué au Corpus Christi College de Cambridge comme d'autres de ses manuscrits. Il l'a peut-être offert de son vivant à l'un de ses amis. Le seul propriétaire connu par la suite est Fr. Howel, un fabricant d'instruments de mesure à Londres. Ce dernier montre l'ouvrage à l'antiquaire Lewis Morris (1701–1765) (en), fondateur de la Société des Cymmrodorion (en). Il entre probablement à la bibliothèque du Lambeth Palace, la résidence des archevêques de Cantorbéry à Londres à l'initiative de son directeur, Andrew Coltee Ducarel, arrivé à son poste en 1757 et membre de cette même société. L'ouvrage n'est pourtant pas coté et n'est répertorié dans aucun inventaire de la bibliothèque à cette époque. Il faut attendre le catalogue de 1932 pour le voir publié pour la première fois.

## Description

### Texte
Le manuscrit contient les quatre évangiles sans aucun des prologues habituels :
- F.5-69 : évangile de Matthieu
- f.69-70 : quatre chartes et deux textes sur le patrimoine de la cathédrale de Canterbury datés d'avant 1050
- f.72-115 : évangile de Marc
- f.117-170 : évangile de Luc
- f.172-216 : évangile de Jean

Le texte est très proche de celui qui se trouve au sein de l'évangéliaire d'Echternach ou bien encore de celui des évangiles de Máel Brigte (en).

### Décorations
Le manuscrit est décoré d'une page d'introduction avec la croix et le symbole des quatre évangélistes, les quatre portraits des évangélistes et des lettrines introduisant chaque évangile. La croix (f.1v.) encadre les quatre symboles des évangélistes cernés chacun d'un cadre de couleur jaune ou verte. On y trouve, de gauche à droite et de haut en bas, l'homme, l'aigle, le taureau et de lion. L'intérieur de la croix est orné de motifs de frettes noires et blanches. Dans son prolongement se trouvent des cadres ornés des mêmes frettes en alternance avec des losanges rouges, jaunes et verts. Le haut de la page à gauche a été déchirée puis recollée.

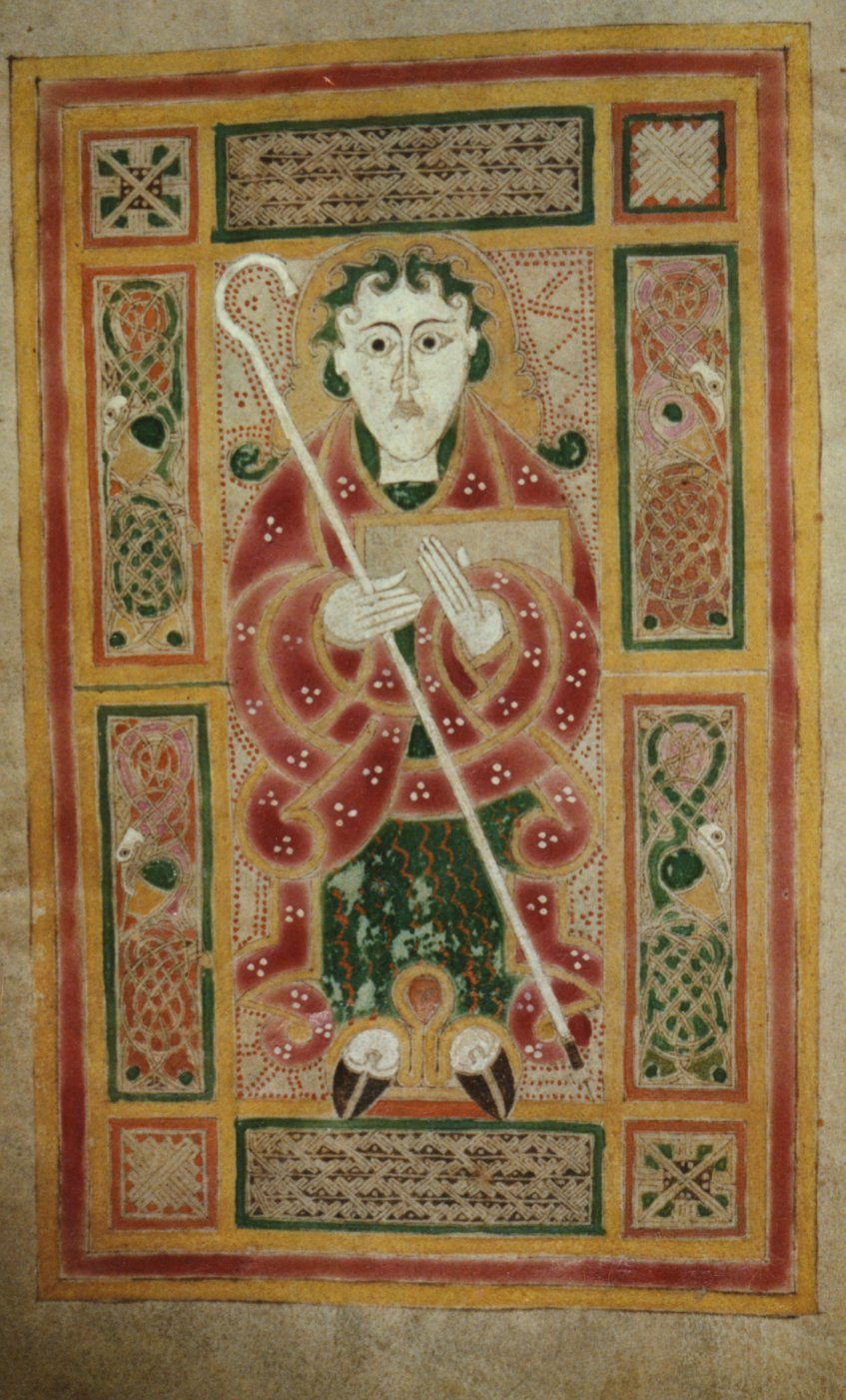
Portrait de saint Matthieu, f.4v.
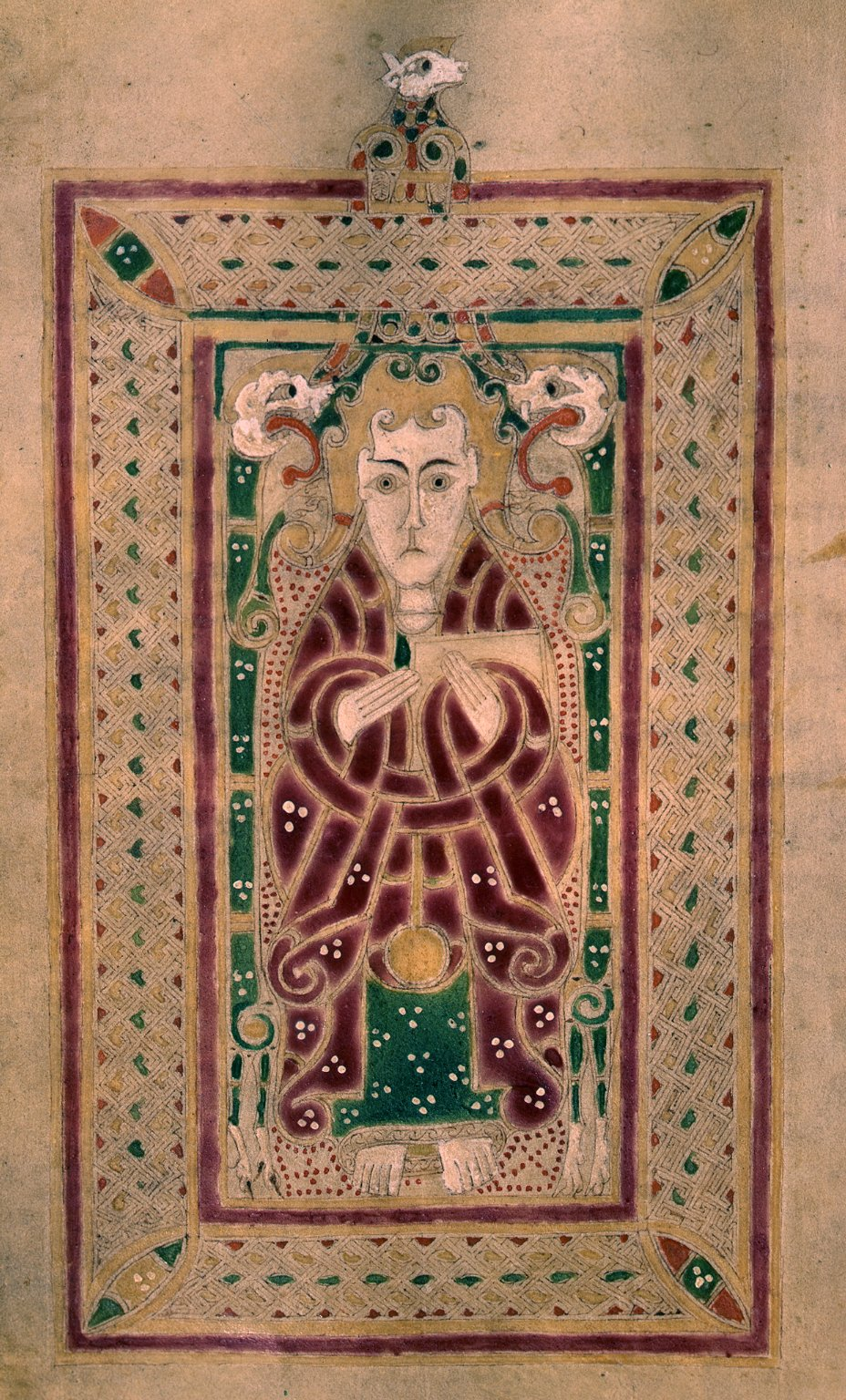
Portrait de saint Marc, f.70v.
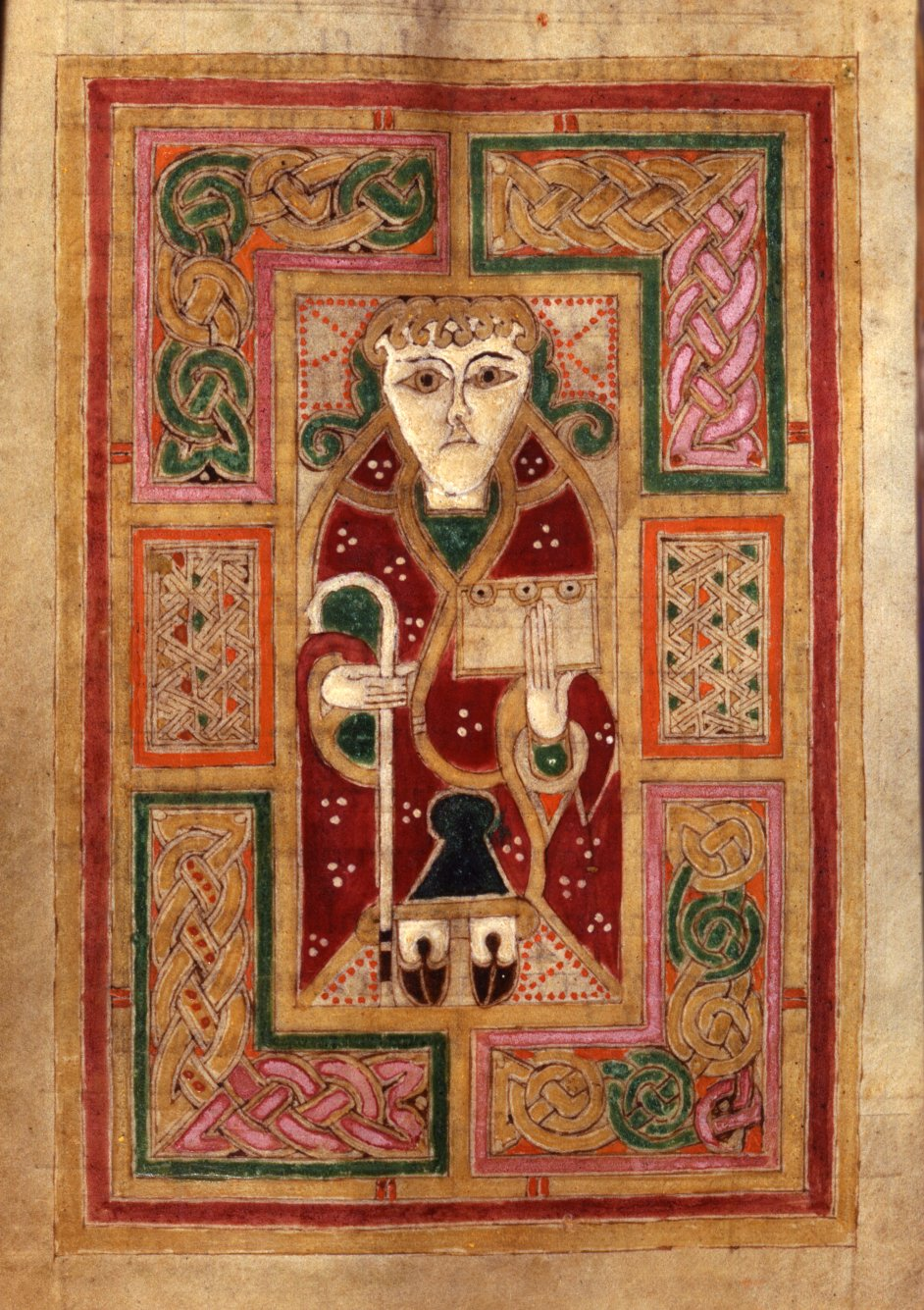
Portrait de saint Luc, f.115v.
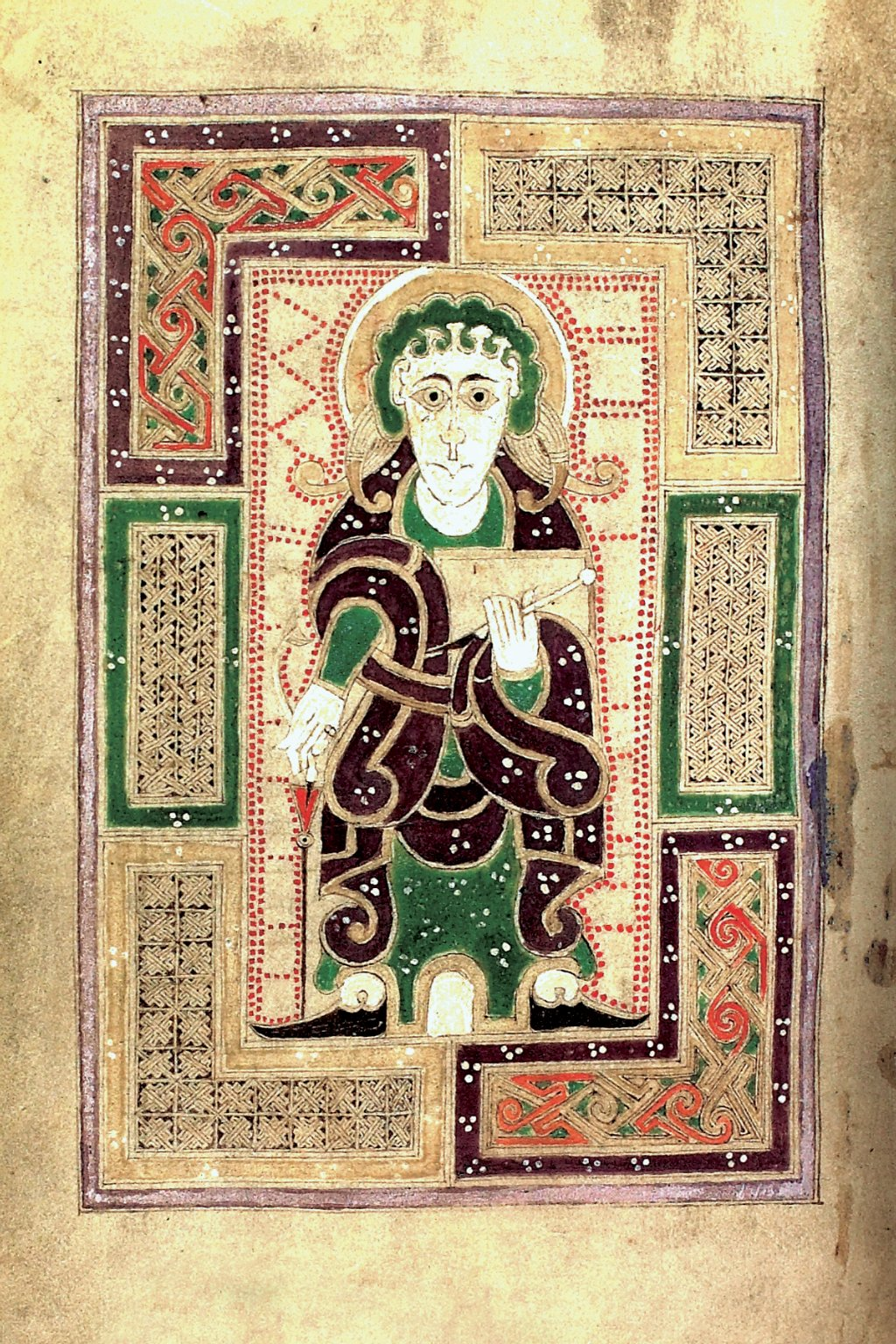
Portrait de saint Jean, f.170v.

Les portraits des évangélistes sont décorés des mêmes couleurs et de motifs similaires : Matthieu tient dans ses mains une crosse et un livre dans u cadre fait de panneaux d'entrelacs et de frettes (f.4v.). Saint Marc tient seulement un livre et est entouré de lions rampant symbolisant un trône sur lequel il est assis. Son cadre est fait de frettes et de losanges (f.70v.) La tête de l'évangéliste est surmonté d'un animal qui dépasse le cadre et qui ressemble plus au taureau qu'à un lion, correspondant ainsi aux anciens symboles des évangélistes, comme on les voit dans le Livre de Durrow. Saint Luc, à la tête géométrique, tient une crosse posée au sol et un livre. Son cadre est fait d'entrelacs et de frettes (f.115v.). Saint Jean tient dans une main une plume trempée dans un encrier et de l'autre un livre avec une autre plume. Son cadre possède des décorations identiques f.170v). Les lettrines placées en incipit des évangiles possèdent le même registre de décoration fait de frettes et d'entrelacs.
Quatre miniatures tirées d'un psautier anglais du XIIIe siècle ont été placées à chaque début d'évangile :
- La crucifixion au début de Matthieu
- La flagelation au début de Marc
- La trahison de Juda au début de Luc
- La mise au tombeau au début de Jean